# Championnats du monde d'aquathlon 2003
Les Championnats du monde d'aquathlon 2003 présentent les résultats des championnats mondiaux d'aquathlon  en 2003 organisés par la fédération internationale de triathlon.
Les 6e championnats se sont déroulés à Queenstown en Nouvelle-Zélande le 3 novembre 2003.

## Distances parcourues
| Distances course (kilomètres) | Distances course (kilomètres) | Distances course (kilomètres) |
| Course à pied                 | Natation                      | Course à pied                 |
| ----------------------------- | ----------------------------- | ----------------------------- |
| 2,5                           | 1                             | 2,5                           |

## Résultats

### Élite
| Rang               | Athlète          | Pays             | Temps       |
| ------------------ | ---------------- | ---------------- | ----------- |
| Médaille d'or      | Richard Stannard | Royaume-Uni      | 29 min 16 s |
| Médaille d'argent  | Brent Foster     | Nouvelle-Zélande | 29 min 30 s |
| Médaille de bronze | Paulo Miyashiro  | Brésil           | 29 min 39 s |

| Rang               | Athlète       | Pays             | Temps       |
| ------------------ | ------------- | ---------------- | ----------- |
| Médaille d'or      | Carla Moreno  | Brésil           | 32 min 50 s |
| Médaille d'argent  | Elizabeth May | Luxembourg       | 33 min 36 s |
| Médaille de bronze | Anna Cleaver  | Nouvelle-Zélande | 33 min 59 s |

## Tableau des médailles
| Rang  | Nation           | Or | Argent | Bronze | Total |
| ----- | ---------------- | -- | ------ | ------ | ----- |
| 1     | Brésil           | 1  | 0      | 1      | 2     |
| 2     | Royaume-Uni      | 1  | 0      | 0      | 1     |
| 3     | Nouvelle-Zélande | 0  | 1      | 1      | 2     |
| -     | Luxembourg       | 0  | 1      | 0      | 1     |
| Total | Total            | 2  | 2      | 2      | 6     |